# Non cedere al sonno
Non cedere al sonno (Don't Rest Your Head) è un gioco di ruolo indie di Fred Hicks, originariamente pubblicato dalla Evil Hat Productions, portato in Italia per la prima volta da Janus Design nel 2011, pubblicato dal 2022 da Grumpy Bear S.r.l.   

## Ambientazione
Non Cedere Al Sonno è un gioco di ruolo in cui ogni giocatore interpreta un insonne che lotta per la propria vita e per restare sveglio nonostante la stanchezza, aggrappato a ciò che resta della propria sanità mentale, inseguito dai propri problemi, braccato da mostruosi incubi, in una città folle e grottesca che si nasconde tra le pieghe della realtà, dove non viene mai il giorno.
Il gioco si ispira alle opere dello  scrittore Neil Gaiman e ha molti punti di contatto con il suo romanzo Nessun dove e il film di fantascienza Dark City diretto da Alex Proyas.

## Sistema di gioco
Le meccaniche del gioco sono strutturate rigorosamente e il sistema è a poste. I giocatori descrivono quello che fanno, il game master agisce di conseguenza e ogni conflitto si risolve con un tiro di dadi che ha una posta in palio. Il gioco permette che si possa decidere se sia il narratore a narrare l’esito del conflitto, oppure che sia il vincitore del conflitto, in ogni caso condividendo la narrazione anche con il gruppo.
La meccanica di gioco prevede l'utilizzo di vari pool di dadi a sei facce, di diverso colore.  Il narratore tira dei dadi che rappresentano lo sforzo per compire una specifica azione, dadi Dolore (di un colore qualsiasi); il giocatore coinvolto tira i suoi dadi Disciplina, bianchi, che rappresentano la determinazione del proprio personaggio. A questo lancio il giocatore può aggiungere, al proprio pool, dei dadi neri di Sfinimento o dei dadi Follia, rossi. Ogni risultato di 1, 2, 3 conta come successo, chi ha più successi vince.
Tuttavia, ai fini della narrazione, ci sono da considerare anche il valore più alto ottenuto dai dadi, che indica la Dominanza. Se domina la Disciplina, indipendentemente dal successo o dal fallimento, la situazione rimane sotto controllo del personaggio; se domina lo Sfinimento l’azione ha richiesto un grosso sforzo che stressa le risorse del protagonista; se domina la Follia, indipendentemente dal risultato la situazione metterà seriamente sotto sforzo psicologico ed emotivo il personaggio, che reagirà in maniera incontrollata, lottando o fuggendo a seconda di quello che è segnato sulla scheda; se domina il Dolore ci sarà qualche effetto deleterio a scapito del protagonista e, come effetto di gioco, una moneta viene messa nella Ciotola della Disperazione, sono risorse queste che il game master potrà utilizzare per "gettare ombra" sull'azione.
In pratica i successi ai dadi dicono chi vince la posta in gioco, la Dominanza come ciò avviene. 

## Ideazione
Mentre lavorava su Fate e Lo spirito del secolo, come progetto laterale Fred Hicks si concentrò anche su  Do not Rest Your Head , che diventò il primo gioco pubblicato dalla Evil Hat Productions.Don't Rest Your Head got good acclaim and quickly sold through Evil Hat's short POD print run.
Il gioco fu candicato nella categoria del "Gioco più innovativo dell'anno" e in quella del "Miglior gioco dell'anno" agli Indie RPG Awards 2006, perdendo rispettivamente contro Lacuna di Jared Sorensen e Lo spirito del secolo (quest'ultimo sempre della Evil Hat)
Nel 2008, il supplemento al gioco Non perdere il senno (Do not Lose Your Mind) ha vinto gli Indie RPG Awards nella categoria "Miglior supplemento dell'anno". ed è stato candidato come "Miglior supporto" perdendo contro Mouseguard. Questo supplemento ha vinto la Silver ENnie per la migliore sceneggiatura ed è stato anche nominato per il premio Product of the Year.
Jay Little, designer della terza edizione di Warhammer Fantasy Roleplay (2009), ha elencato Non cedere al sonno come una delle numerose fonti di ispirazione per il gioco. 